# المجمع الانتخابي (باكستان)
يتم اختيار الرئيس في باكستان من قِبل المجمع الانتخابي (بالأردوية: جماعت انتخاب کنندگان)‏. طبقاً للمادة 41 (3) من دستور باكستان، تتكون هذه الهيئة الانتخابية من مجلس الشيوخ والمجلس الوطني الباكستاني ومجالس الأقاليم الأربع. يتم انتخاب أعضاء المجلس الوطني والمجالس الإقليمية مُباشرة من قبل الشعب في انتخابات تنافسية متعددة الأحزاب. يتم انتخاب أعضاء مجلس الشيوخ بشكل غير مباشر من قبل مجالس الأقاليم لمدة ست سنوات.

## وصلات خارجية
- Election Commission of Pakistan
- Pakistan Elections News & Complete Coverage